# Trauben-Trespe
Die Trauben-Trespe oder Traubige Trespe (Bromus racemosus) ist eine Pflanzenart aus der Gattung Trespen (Bromus) innerhalb der Familie der Süßgräser (Poaceae). Sie ist in Eurasien weitverbreitet.

## Beschreibung

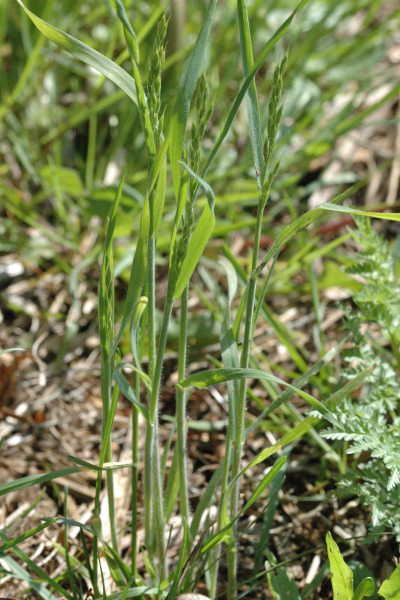
Habitus

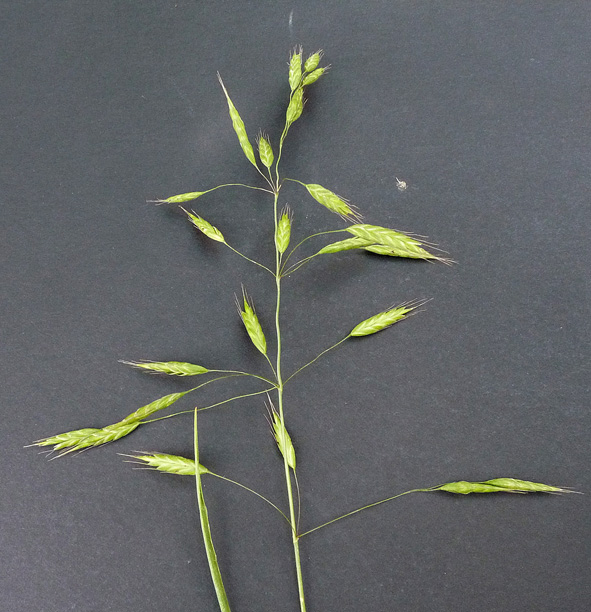
Blütenstand

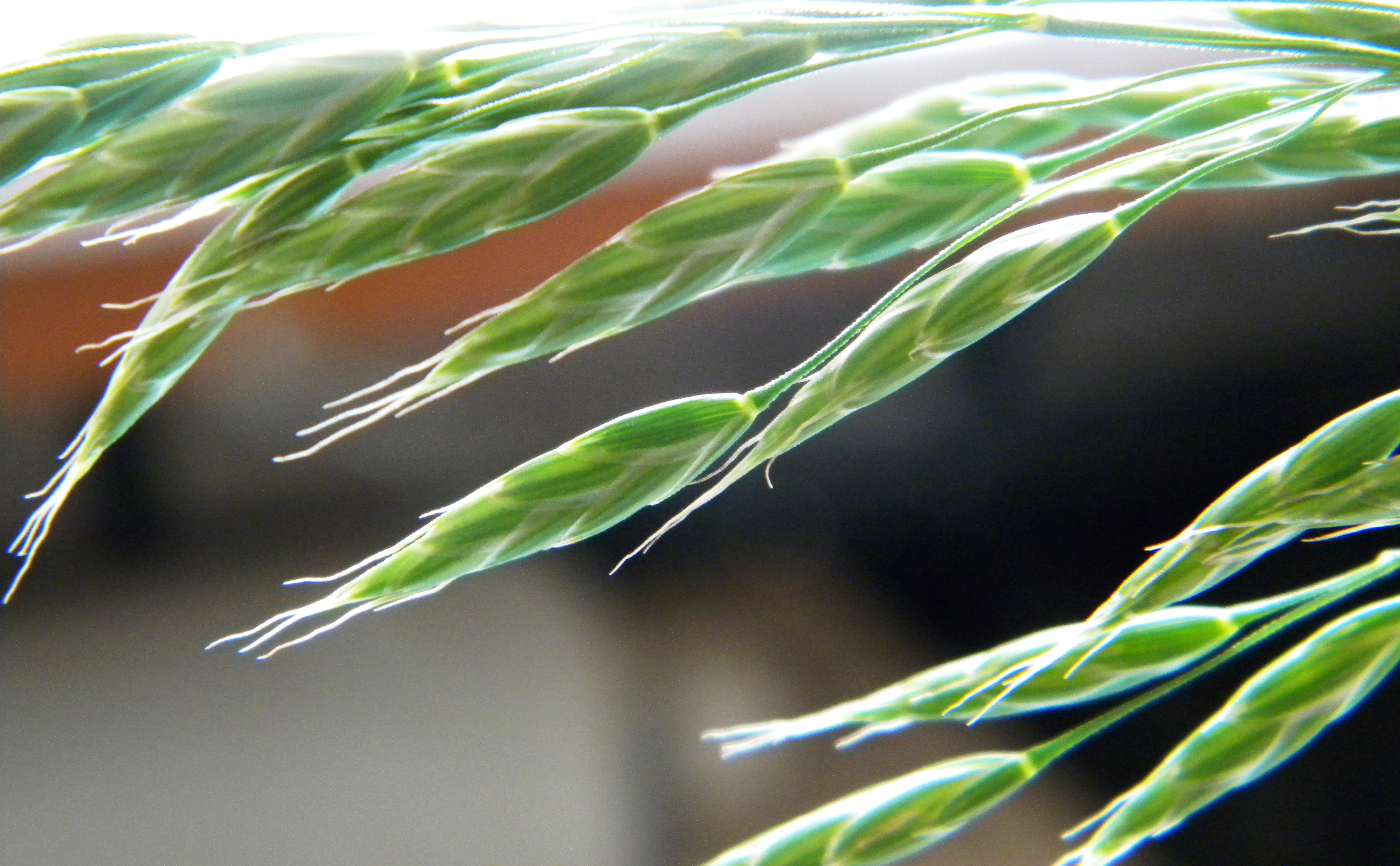
Ausschnitt eines Blütenstandes: Ährchen an Rispenästen, die Grannen sind erkennbar.

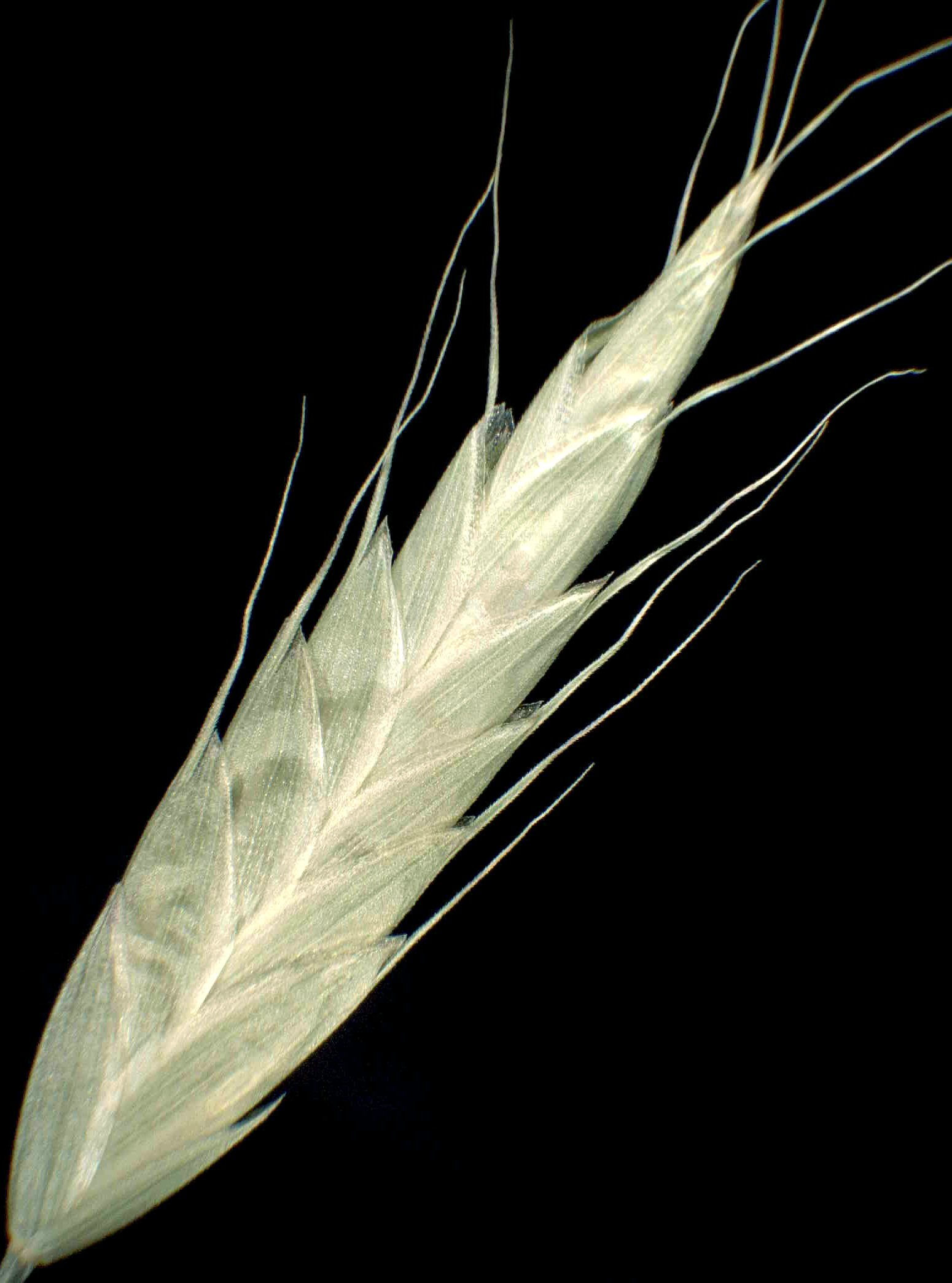
Ährchen von Bromus racemosus subsp. racemosus

### Erscheinungsbild und Blatt
Die Trauben-Trespe ist eine einjährige, meist winterannuelle krautige Pflanze, die Wuchshöhen von 25 bis 60 (-100) Zentimetern erreicht. Sie wächst in Büscheln oder in einzelnen Halmen. Der aufrechte bis gekniet-aufsteigende Halm ist kahl oder höchstens kurz flaumig behaart und besitzt drei bis fünf Knoten (Nodien).
Die am Halm wechselständig angeordneten Laubblätter sind in Blattscheide und Blattspreite gegliedert. Die unteren Blattscheiden sind m. o. w. dicht weichhaarig, die oberen wenig behaart bis kahl. Die Blattscheiden sind bis fast oben geschlossen. Das häutige, ausgefranste Blatthäutchen (Ligula) ist 1 bis 3 mm lang und ist nicht bewimpert. Die flach ausgebreiteten Blattspreiten sind 5 bis 20 cm lang und 2 bis 5 mm breit. Die Spreiten sind beiderseits schwach gerieft und besonders an den Rändern bis 1 mm lang flaumig behaart.

### Blütenstand und Blüte
Die Blütezeit reicht von Juni bis Juli. Der Blütenstandsschaft ist im oberen Bereich flaumig behaart. Im offenen, nickenden, rispigen Blütenstand ist im Umriss länglich mit einer Länge von 15 bis 50 cm und in ihm stehen viele Rispenäste. Die unteren Rispenäste hängen und sind gebogen; je weiter oben sich die Rispenäste befinden umso aufrechter sind sie. Die 0,5 bis 3 cm langen Rispenäste stehen abwechselnd auf gegenständigen Seiten der vierkantigen Blütenstandsachse. An den Rispenästen befinden sich ein bis neun Ährchen, an den obersten nur eines. Die fertilen Ährchen stehen einzeln an fadenförmigen, 6 bis 30 mm langen Stielen. Die im Umriss länglichen, 2 bis 4,5 cm langen und 4 bis 6 mm breiten Ährchen sind seitlich abgeflacht und brechen während der Anthese auf. In den Ährchen stehen meist vier bis acht, selten bis zu elf dicht Blüten zusammen. Die obersten Blüten eines Ährchens sind reduziert. Die obersten Ährchen sind steril, sehen aber wie die fertilen aus, nur dass ihre Blüten nicht voll entwickelt sind.
Die Blüten besitzen den typischen Aufbau der Grasblüten. Die zwei ungleichen, gekielten Hüllspelzen sind haltbar, pergamentartig und kürzer als die Ährchen. Die untere Hüllspelze ist 0,6 bis 0,7 mal so lang wie die obere. Die untere Hüllspelze ist 6 bis 9 mm lang, linealisch mit zugespitztem oberen Ende und nur einem erkennbaren Nerv. Die obere Hüllspelze ist 9 bis 12 mm lang, lanzettlich mit spitzem oberen Ende und besitzt drei bis fünf erkennbaren Nerven. Die obere Hüllspelze ist 0,7 bis 0,9 mal so lang wie die angrenzende Deckspelze. Die 10 bis 15 mm lange, längliche Deckspelze ist borstig behaart, pergamentartig, am Rand viel dünner, fünfnervig und es können nicht bis mehr oder weniger stark gekielt sein; ihr oberes Ende ist ganz. Die Deckspelze besitzt etwas unterhalb ihrem oberen Ende eine 4 bis 11 mm lange Granne. Die Vorspelze ist 0,8 mal so lang wie die Deckspelze und ihr Kiel ist beschuppt. Es sind zwei freie häutige Schwellkörperchen (Lodiculae) vorhanden. Die Staubbeutel sind 3 mm bis 4,5 lang. Der Fruchtknoten besitzt ein fleischiges Anhängsel oberhalb der Ansatzstelle des Griffels und ist im oberen Bereich flaumig behaart.

### Frucht
Die linealische Karyopse weist ein behaartes, fleischiges oberes Ende auf und das Perikarp ist anhaftend. Das linealische Hilum ist gleich lang wie die Karyopse.

### Chromosomensatz
Die Chromosomenzahl beträgt 2n = 14, 28 oder 56.

### Ökologie
Die Bestäubung erfolgt durch den Wind (Anemophilie).

## Vorkommen
Das eurasiatische Verbreitungsgebiet reicht von Europa sowie Nordafrika über den Kaukasus sowie Westasien bis Sibirien sowie von Afghanistan und Bhutan bis Indien und die chinesischen Provinzen Gansu, Qinghai, Xinjiang sowie Xizang. Die Trauben-Trespe ist ein subatlantisches bis submediterranes Florenelement, das in Europa von Nordspanien bis Mittelengland und Südskandinavien durch ganz Europa bis zur Türkei auftritt. Vorkommen liegen beispielsweise auch im Gebiet der unteren Wolga und in den Flussebenen der Wolga bis Terek im Nordosten des Kaspischen Meeres, im Nordiran und in Zentralasien. Bromus racemosus ist in Nordamerika (besonders in den nordwestlichen Vereinigten Staaten) und Neuseeland ein Neophyt.
Im europäischen Tiefland westlich der Elbe ist sie selten, östlich und nördlich kommt sie zerstreut vor, ebenso an der Nordschwelle der Mittelgebirge; in tieferen Lagen der Mittelgebirge mit kalkarmem Gestein, in Oberschwaben, im Schweizer Mittelland und im außeralpinen Österreich ist sie selten und fehlt gebietsweise dort ganz. Sie fehlt auch in den Alpen und am Alpennordfuß. Sie steigt nur bis etwa 650 Meter Meereshöhe auf.
Die ökologischen Zeigerwerte nach Landolt et al. 2010 sind in der Schweiz: Feuchtezahl F = 4w+ (sehr feucht aber stark wechselnd), Lichtzahl L = 4 (hell), Reaktionszahl R = 3 (schwach sauer bis neutral), Temperaturzahl T = 4 (kollin), Nährstoffzahl N = 4 (nährstoffreich), Kontinentalitätszahl K = 2 (subozeanisch).
Die Trauben-Trespe braucht grundwasser- oder sickerfeuchte, ziemlich stickstoff- und basenhaltige, aber oft kalkarme Lehmböden. Sie gedeiht am besten mit Frühjahrswärme und leidet unter Spätfrösten. Sie besiedelt feuchte Fettwiesen. Sie ist eine Charakterart des Verbands Calthion, kommt aber auch in feuchten Gesellschaften der Ordnung Arrhenatheretalia vor.

## Gefährdung
Die Trauben-Trespe ist in Deutschland in den mittleren und südlichen Bundesländern gefährdet. In Schleswig-Holstein, Niedersachsen und Brandenburg ist sie stark gefährdet und im Mecklenburg-Vorpommern und Sachsen vom Aussterben bedroht. In Österreich ist sie in Vorarlberg und Tirol vielleicht bereits ausgestorben und in allen anderen Bundesländern vom Aussterben bedroht.

## Systematik
Die Erstveröffentlichung von Bromus racemosus erfolgte 1762 durch Carl von Linné in Species Plantarum, Editio Secunda, 1, S. 114. Synonyme für Bromus racemosus L. sind: Bromus arvensis var. racemosus (L.) Neilr., Bromus hordeaceus var. racemosus (L.) Fiori, Bromus leptostachys (Pers.) Steud., Bromus mollis fo. leiostachys (Hartm.) Fernald, Bromus mollis var. leiostachys Hartm., Bromus mollis var. racemosus (L.) Fiori, Bromus multiflorus Roth, Bromus popovii Drobow, Bromus pratensis Ehrh., Bromus squarrosus var. racemosus (L.) Regel, Bromus tuzsonii Pènzes, Forasaccus racemosus (L.) Bubani, Michelaria hirsuta Davr., Serrafalcus racemosus (L.) Parl.
Bromus racemosus gehört zur Untergattung Bromus aus der Gattung der Bromus.
Es gibt mindestens zwei Unterarten von Bromus racemosus L.:
- Bromus racemosus L. subsp. racemosus
- Bromus racemosus subsp. lusitanicus (Sales & P.M.Sm.) H.Scholz & Spalton, Syn: Bromus lusitanicus F.Sales & P.M.Sm.: Diese Unterart kommt in Europa in Portugal, Deutschland, Österreich, Korsika, Serbien, Bulgarien, Griechenland und Südrussland vor.[10]

Die früher auch als Unterart bewertete Bromus racemosus subsp. commutatus (Schrad.) Maire & Weiller gilt als eigene Art, die Wiesen-Trespe (Bromus commutatus Schrad.).